# Rhododendron lateriflorum
Rhododendron lateriflorum là một loài thực vật có hoa trong họ Thạch nam. Loài này được R.C. Fang & A.L. Chang miêu tả khoa học đầu tiên năm 1983.